# Альварес де Толедо, Гутьерре
Гутьерре Альварес де Толедо Аяла (1376, Альба-де-Тормес — 1446, Толедо) — испанский церковный и государственный деятель, епископ Паленсии (1426—1439), архиепископ Севильи (1439—1442) и Толедо (1442—1446), первый сеньор Альба-де-Тормес (с 1429).

## Биография
Сын Фернандо Альвареса де Толедо и Менесеса, 2-го сеньора Вальдекорнеха, маршала Кастилии и дворецкого королевы, и Леонор де Аяла и Альварес де Сабальос. Внук Гарсии Альвареса де Толедо и Менесеса (ум. 1370), великого магистра Ордена Сантьяго (1359—1366).
В правление короля Энрике III (1390—1406) Гутьерре Альварес обладал серьезными политическими амбициями и был заключен в тюрьму по приказу короля по обвинению в причастности в убийстве в 1402 году епископа Сигуэнсы Хуана Серрано. В начале правления Хуана II (1406—1454) Гутьерре Альварес исчез с политической сцены, но появился в 1419 году при поддержке инфантов Арагона. Он вошел в состав правительства под руководством инфанта Энрике Арагонского (1400—1445), двоюродного брата Хуана II, сформированного после переворота в Тордесильясе. После изгнания арагонских инфантов из Кастилии Гутьерре Альварес лишился своей должности в правительстве.
В дальнейшем Гутьерре Альварес де Толедо медленно продвигался на королевской службе, всегда отстаивая свои собственные интересы. В 1426 году он стал епископом Паленсии. В 1429 году Гутьерре Альварес де Толедо получил от короля Кастилии Хуана II во владение свой родной город Альба-де-Тормес, который позднее дал своё название дому герцогов Альба. Ему были пожалованы земли вокруг Альба-де-Тормес, недалеко от города Саламанка.
Гутьерре Альварес де Толедо передал имение Альба-де-Тормес во владение своему родному племяннику Фернандо Альваресу де Толедо и Сармьенто, которому король Кастилии Хуан II в 1439 году пожаловал титул графа Альба-де-Тормес. В том же году Гутьерре Альварес де Толедо получил сан архиепископа Валенсии.
Несмотря на это, Гутьерре Альварес де Толедо снова дистанцировался от Хуана II и вскоре был обвинен в заговоре против короля и его фаворита Альваро де Луна. В 1431 году он был вторично заключен в тюрьму, но затем король его оправдал, но на несколько лет удалил от политики. В конце 1430-х годов Гутьерре Альварес де Толедо вернулся в политику, его главной целью стало достижение сана архиепископа Толедо.
В 1442 году Гутьерре Альварес де Толедо добился своей цели и стал архиепископом толедским.